# Municipio de Rich Square
El municipio de Rich Square (en inglés: Rich Square Township) es un municipio ubicado en el  condado de Northampton en el estado estadounidense de Carolina del Norte. En el año 2010 tenía una población de 3.214 habitantes.

## Geografía
El municipio de Rich Square se encuentra ubicado en las coordenadas 36°17′38.56″N 77°15′18.88″O / 36.2940444, -77.2552444.